# Dos grandes en el cielo
Dos Grandes En El Cielo es el quinto álbum de estudio del grupo mexicano, Dinora y La Juventud. Fue lanzado el 24 de febrero de 2004 con la discográfica Platino Records y fue producido por Eddy Guerra. El álbum se lanzó como forma de tributo a dos grandes figuras de la música latina, la reina del tex-mex, Selena y la reina de la salsa, Celia Cruz. En éste, se interpretaron los mayores éxitos de ambas intérpretes y también se añadió un tema completamente original titulado "Homenaje a Celia Cruz", escrito por el mismo productor.

## Listado de canciones
| N.º | Título                                        | Escritor(es)                                      | Duración |  |
| 1.  | «Como La Flor»                                | A.B. Quintanilla III • Pete Astudillo             | 3:21     |  |
| 2.  | «Burundanga»                                  | Félix Chappottin                                  | 2:13     |  |
| 3.  | «Amor Prohibido»                              | Quintanilla III • Astudillo                       | 3:17     |  |
| 4.  | «Homenaje a Celia Cruz»                       | Eddy Guerra                                       | 3:35     |  |
| 5.  | «Tu Voz (Por Tu Voz)»                         | Ramón Cabrera                                     | 2:47     |  |
| 6.  | «Bidi Bidi Bom Bom»                           | Selena • Astudillo                                | 3:59     |  |
| 7.  | «La Negra Tiene Tumbao»                       | Sergio George • Fernando Osorio                   | 4:15     |  |
| 8.  | «El Chico del Apartamento 512»                | Ricky Vela • Quintanilla III                      | 3:54     |  |
| 9.  | «Guantanamera»                                | Pete Seeger • Héctor Ángulo • José Fernández Díaz | 3:55     |  |
| 10. | «No Me Queda Más»                             | Vela                                              | 3:11     |  |
| 11. | «El Yerberito Moderno (El Yerberito Moderno)» | Néstor Mili                                       | 2:48     |  |
| 12. | «La Carcacha»                                 | Quintanilla III • Astudillo                       | 2:50     |  |